# Косолистник потайний
{{#ifeq:0|0|{{#if:Plagiothecium latebricola|{{#if:|[[]}}|[[]]}}}}
Косолистник потайний (Plagiothecium latebricola) — вид мохів порядку гіпнобрієвих (Hypnales).

## Поширення
Ареал охоплює такі частини світу: Європа, Північна Америка, Азія.
Населяє болота, заплавні ліси на гнилих колодах, пні, основи дерев, перегній; на висотах від 50 до 100 метрів.

## Характеристика
Рослини в щільних килимках, світло-зелені до жовтуватих, глянцеві. Стебла до 2 см, 0.5–1 мм завширшки, від розпростертих до прямовисних. Листки прямовисно-розпростерті, яйцювато-ланцетні, симетричні, увігнуті, 0.7–1.5 × 0.2–0.5 мм; краї плоскі чи вузько загнуті майже до верхівки, цілі на вершині чи іноді з кількома зубцями; верхівка загострена, не різко звужена. Спеціалізоване нестатеве розмноження зазвичай представлене пропагулою. Вид дводомний, плодоносить рідко. Коробочкові ніжки від світло-коричневого до оранжево-коричневого, 0.6–1 см, прямі. Коробочка випростана чи рідко нахилена, у зрілому стані від світло-коричневого до оранжево-коричневого кольору, пряма чи рідко дещо дугоподібна, 0.5–1.2 × 0.2–0.6 мм, гладка, злегка зморшкувата на шийці, коли висихає. Спори 9–13 мкм.